# Diócesis de Tabasco
La diócesis de Tabasco (en latín: Dioecesis Tabasquensis) es una circunscripción eclesiástica de la Iglesia católica en México. Se trata de una diócesis latina, sufragánea de la arquidiócesis de Yucatán. Desde el 7 de diciembre de 2010 su obispo es Gerardo de Jesús Rojas López.

## Territorio y organización
La diócesis tiene 24 738 km² y extiende su jurisdicción sobre los fieles católicos de rito latino residentes en el estado de Tabasco. Limita al norte con el golfo de México; al sur con la diócesis de San Cristóbal de las Casas, en el estado de Chiapas; al este con la diócesis de Campeche en el estado homólogo y con la República de Guatemala; y al oeste con la diócesis de Coatzacoalcos en el estado de Veracruz.
La sede de la diócesis se encuentra en la ciudad de Villahermosa, en donde se halla la Catedral del Señor de Tabasco.
En 2020 en la diócesis existían 106 parroquias agrupadas en 16 decanatos: Señor de Tabasco, Santa María de Guadalupe, San Juan Bautista, San Pedro y San Pablo, Nuestra Señora del Carmen, San Antonio de Padua, San Juan Pablo II, Santiago Apóstol, La Asunción de María, Señor de la Misericordia, Santa María de la Victoria, Gabriel García, Rafael García y Santa Cruz. Además, la diócesis cuenta con un vicario general y dos vicarías episcopales: Chontalpa y Sierra-Ríos.

## Historia

### Primera misa en México
El 8 de junio de 1518 Juan de Grijalva descubrió Tabasco para el mundo occidental, y nueve meses más tarde, el 12 de marzo de 1519 llegó a las costas tabasqueñas, Hernán Cortés, quien después de derrotar a los indígenas chontales, en la Batalla de Centla, fundó el 25 de marzo la población de Santa María de la Victoria. El 17 de abril de 1519, frente a una gran cruz y ante la imagen de la Virgen María de la Victoria, fray Bartolomé de Olmedo celebró la que sería la primera misa en lo que hoy es México, y, a partir de entonces se impartió el bautismo con regularidad.

### La época colonial
En 1535 el virrey Antonio de Mendoza encomendó a los religiosos franciscanos el trabajo de la evangelización de los indígenas tabasqueños, pero la atención fue ejercida con muchísima irregularidad, manteniéndose la religión en una condición marginal. En Tabasco nunca se establecieron regularmente misiones franciscanas, dominicanas, agustinas ni jesuitas. Esta situación de aislamiento y abandono se agravó por una razón económica, ya que desde el inicio de la conquista Tabasco no fue una región importante para la Corona española debido a la ausencia de metales preciosos.
El territorio de Tabasco fue centro de controversias entre las diócesis de Chiapas y Yucatán, que se disputaban el control por los diezmos que producía la provincia tabasqueña. En 1527 Tabasco pasó a formar parte de la diócesis de Tlaxcala, y en 1539 perteneció al obispado de Chiapas siendo parte en 1546 de la diócesis de Guatemala cuando esta pasó a formar parte de la provincia eclesiástica de la arquidiócesis de México. Finalmente, en 1561 el territorio de Tabasco pasó a depender de la diócesis de Yucatán, aunque la región de la Chontalpa en algún momento llegó a depender de la diócesis de Oaxaca.
En 1622, después de 47 años de no realizarse una visita pastoral, la Real Audiencia de México a petición del rey, analizó la idea de erigir una diócesis en Tabasco, de la cual dependerían la costa de Alvarado y la Chontalpa, sin embargo, la idea no prosperó.
El 11 de junio de 1682 el virrey conde de Paredes decidió pasar a la mitra de Ciudad Real las regiones de Usumacinta, Palenque y Tila.
Así, mientras en otras partes se enseñaba artesanías, alfarería y religión, se fundaban colegios y universidades, al mismo tiempo que se construían edificios monumentales y templos, en Tabasco la mayor parte de la población no sabía leer ni escribir y no recibía instrucción religiosa, ya que solo tenían acceso a la cultura las personas que tenían la oportunidad de salir del estado.

### Primera propuesta para la erección diocesana
Fray Bartolomé de las Casas fue el primero que propuso la erección de la diócesis de Tabasco. En una carta escrita en la villa de Gracias a Dios, en Honduras, el 9 de noviembre de 1545, le decía al príncipe Felipe (futuro rey Felipe II):

..."Suplico a Vuestra Alteza me haga favor de descargarme de la ciudad de Chiapa a otro, y de Tabasco y Guazacualco a otro, y de Yucatán a otro, y de Soconusco a otro. Y estos sean frailes pobres escogidos y no clérigos que destruyen en verdad estas tierras..."
 Fray Bartolomé de las Casas

Sin embargo, la petición de fray Bartolomé de las Casas no fue escuchada y Tabasco fue nombrado vicaría y pasó a depender en lo eclesiástico primero de Ciudad Real de Chiapa, y después de Yucatán, siendo la autoridad máxima en el estado, un vicario in capite (vicario "en la cabecera"), quien tenía a cargo el culto religioso en el estado, y radicaba en San Juan Bautista, donde se atendían periódicamente las estancias y los pueblos con misiones que daban por regla general misioneros franciscanos que llegaban de Orizaba, que pasaban por ese territorio en su viaje de Ciudad Real de Chiapa hacia Mérida o viceversa, y permanecían algunos días en San Juan Bautista.
En 1633 los frailes franciscanos Francisco Silvestre Magallón, Bernabé de Pastrana, Juan Fajardo, Buenaventura Valdés y Diego de Padilla, fundaron los conventos de Oxolotán y de Poposá (hoy, Lázaro Cárdenas) y diez años después, el convento de Oxolotán pasó a manos de los frailes dominicos, siendo este el único convento religioso que se edificó en Tabasco durante la colonia.

### La época independiente
En 1810 inició en la toda la nación mexicana el movimiento de Independencia. Sin embargo, los sucesivos cambios de gobierno y las luchas internas entre los conservadores y los liberales, provocaron divisiones internas, poca estabilidad de los gobiernos e intranquilidad en la vida cotidiana, descuidando aún más la educación y la atención de la fe.
Las divisiones en fracciones políticas, que afectaban duramente la convivencia civil, influyeron también para que se descuidara el aspecto de la atención a la fe del pueblo y a que se hiciera sentir la casi total ausencia de sacerdotes en el territorio de la vicaría.

### Elección de la diócesis de Tabasco
Durante mucho tiempo el estado de Tabasco dependió, en lo civil y en lo eclesiástico, de Yucatán. Pero la distancia que separa el territorio de Tabasco en relación con Veracruz y Yucatán, hacía sumamente difícil su atención adecuada; por lo que Tabasco quedó sumergido en la sombra de la marginación y la falta de interés de las autoridades religiosas.
Una de las personas que más trabajó con la finalidad de fundar el obispado de Tabasco, fue el presbítero Manuel Gil y Sáenz, quien durante su gestión fundó un colegio con sus propios recursos, y reconstruyó muchas iglesias entre las que destacan la de Tepetitán, la de la villa de Macuspana y la de la Concepción en el barrio de la Punta, y se fundó la de Santa Cruz en el barrio del mismo nombre, estas dos últimas en San Juan Bautista. Igualmente realizó gestiones ante las autoridades eclesiásticas con el objeto de lograr el obispado para Tabasco.
La diócesis fue erigida el 25 de mayo de 1880 con la bula Cum iuxta apostolicum del papa León XIII, obteniendo el territorio de la diócesis de Yucatán (hoy arquidiócesis). Vicente de Paul Andrade fue nombrado obispo como premio a las gestiones realizadas en favor del obispado, sin embargo, no aceptó por "humildad". En 1882 fue elegido el primer obispo de Tabasco, Agustín de Jesús Torres Hernández, miembro de la Congregación de la Misión. De esta forma, el 12 de febrero de 1882, la iglesia parroquial de Esquipulas en San Juan Bautista fue erigida en catedral.
El territorio que abarcaba la diócesis tabasqueña era el formado por el estado de Tabasco, más otros territorios que en ese entonces pertenecían a la diócesis de Chiapas, como Pichucalco, Palenque, Rosario, Pueblo Nuevo, Amatán, Sabanilla, Yajalón, todo el territorio habitado por los lacandones hasta la línea divisoria con el departamento de Comitán, la ciudad de Chilón, y los pueblos de Bachajón, Pueblo Viejo y El Real.
El 24 de marzo de 1895 cedió el territorio de Palizada para la erección de la diócesis de Campeche mediante la bula Praedecessorum Nostrorum del papa León XIII.
Originalmente sufragánea de la arquidiócesis de México, el 23 de junio de 1891 pasó a formar parte de la provincia eclesiástica de la arquidiócesis de Antequera. El 11 de noviembre de 1906 pasó a ser sufragánea de la arquidiócesis de Yucatán.

### La revolución y el garridismo
En 1910 estalló el movimiento revolucionario en Tabasco y con él, también la incertidumbre y la violencia. Habiendo llegado a San Juan Bautista en mayo de 1913; al quinto obispo de la diócesis Antonio Hernández y Rodríguez lo sorprendió en julio del siguiente año, la rebelión carrancista de fuertes rasgos anticlericales y fue amenazado, humillado y vejado. De septiembre de 1914 a marzo de 1921 permaneció en Córdoba, Veracruz y posteriormente en Michoacán. Regresó a Tabasco a mediados de 1921, pero en julio de 1922 renunció a su diócesis, muriendo en el estado de Guerrero en 1926.

### La persecución religiosa
Terminada la lucha revolucionaria, llegaría al poder en Tabasco, Tomás Garrido Canabal, iniciándose así la época conocida como el "Garridismo", que se caracterizó por la persecución religiosa en el estado. Con la campaña antirreligiosa, iniciada en 1928, Garrido, pretendía "desfanatizar" al pueblo. Garrido estaba empeñado en eliminar la religión, y para tal fin derribó templos, quemó imágenes, persiguió y desterró a sacerdotes, encarceló a católicos, prohibió el culto religioso y se allanaron hogares en busca de imágenes y otros objetos religiosos. Se puede decir que durante el gobierno de Garrido la religión desapareció del estado.
El 10 de mayo de 1924 el gobernador Garrido Canabal expulsó del estado al entonces obispo de Tabasco, Pascual Díaz Barreto. Mientras que en septiembre de ese mismo año, el entonces gobernador interino de Tabasco Santiago Ruiz Sobredo solicitó al gobierno federal, permiso para convertir los templos abandonados, en escuelas racionalistas.
Ya de regreso en el gobierno del estado, Garrido limitó a 6 el número de sacerdotes que podían oficiar servicios religiosos y convirtió iglesias en escuelas "racionalistas" o en cuarteles militares. La iglesia de Tacotalpa fue saqueada y convertida en caballeriza, las iglesias de Jalapa, Cunduacán, Tenosique y Comalcalco fueron convertidas en escuelas racionalistas, otras fueron convertidas en cuarteles militares y finalmente destruidas. La Catedral de Esquipulas fue saqueada, quemada y destruidas las imágenes religiosas, y convertida en cuartel militar.
En 1930 el gobernador Ausencio C. Cruz, (dejado en el gobierno por Garrido), convirtió la Catedral de Esquipulas en donde funcionaba ya un cuartel militar, en la escuela "Racionalista Francisco Ferrer Guardia" y prohibió al nuevo obispo de Tabasco Vicente María Camacho y Moya entrar al estado y tomar posesión de la diócesis.
Hacia 1931, y de nuevo como gobernador, Garrido endureció la persecución religiosa en el estado, prohibió las celebraciones religiosas, expulsó a los pocos sacerdotes que quedaban, ordenó destruir las imágenes religiosas y derribó muchas de las iglesias del estado.
Finalmente, en 1934 Garrido mandó demoler el cuerpo central de la Catedral de Esquipulas y la antigua vicaría.

### El renacimiento del catolicismo
El camino de renacimiento de la Iglesia en Tabasco se inició en 1938, pues, a pesar de que desde el 14 de febrero de 1930 había sido elegido obispo para Tabasco Vicente María Camacho y Moya, este no pudo entrar a Villahermosa sino hasta el 10 de diciembre de 1938, cuando la persecución religiosa había culminado.
El 27 de octubre de 1964 cedió otra porción de su territorio para la erección de la diócesis de Tuxtla Gutiérrez (hoy arquidiócesis de Tuxtla Gutiérrez) mediante la bula Cura illa del papa Pablo VI.

## Estadísticas
Según el Anuario Pontificio 2021 la diócesis tenía a fines de 2020 un total de 1 838 540 fieles bautizados.
| Año                                                                             | Población            | Población | Población      | Sacerdotes | Sacerdotes    | Sacerdotes    | Bautizados por sacerdote | Diáconos permanentes | Religiosos | Religiosos | Parroquias |
| Año                                                                             | Bautizados católicos | Total     | % de católicos | Total      | Clero secular | Clero regular | Bautizados por sacerdote | Diáconos permanentes | Varones    | Mujeres    | Parroquias |
| ------------------------------------------------------------------------------- | -------------------- | --------- | -------------- | ---------- | ------------- | ------------- | ------------------------ | -------------------- | ---------- | ---------- | ---------- |
| 1950                                                                            | 399 000              | 400 000   | 99.8           | 10         | 5             | 5             | 39 900                   |                      | 5          | 13         | 8          |
| 1965                                                                            | 550 000              | 600 000   | 91.7           | 37         | 26            | 11            | 14 864                   |                      | 15         | 71         | 22         |
| 1968                                                                            | ?                    | ?         | ?              | 51         | 40            | 11            | ?                        |                      | 17         | 92         | 33         |
| 1976                                                                            | 925 000              | 975 000   | 94.9           | 59         | 46            | 13            | 15 677                   |                      | 14         | 110        | 34         |
| 1980                                                                            | 950 000              | 1 000     | 95.0           | 57         | 44            | 13            | 16 666                   |                      | 13         | 158        | 36         |
| 1990                                                                            | 1 672 000            | 1 948 000 | 85.8           | 76         | 63            | 13            | 22 000                   | 2                    | 18         | 173        | 45         |
| 1999                                                                            | 1 500 000            | 1 800 000 | 83.3           | 92         | 79            | 13            | 16 304                   |                      | 15         | 185        | 51         |
| 2000                                                                            | 1 500 000            | 1 800 000 | 83.3           | 93         | 80            | 13            | 16 129                   |                      | 15         | 185        | 51         |
| 2001                                                                            | 1 056 570            | 1 748 769 | 60.4           | 110        | 95            | 15            | 9605                     |                      | 17         | 185        | 52         |
| 2003                                                                            | 910 000              | 1 507 440 | 60.4           | 114        | 99            | 15            | 7982                     |                      | 17         | 185        | 58         |
| 2004                                                                            | 1 172 469            | 1 891 829 | 62.0           | 118        | 103           | 15            | 9936                     |                      | 17         | 185        | 58         |
| 2010                                                                            | 1 482 000            | 2 023 000 | 73.3           | 150        | 125           | 25            | 9880                     | 15                   | 26         | 172        | 63         |
| 2014                                                                            | 1 562 393            | 2 403 682 | 65.0           | 170        | 142           | 28            | 9190                     | 15                   | 35         | 158        | 93         |
| 2017                                                                            | 1 707 269            | 2 626 569 | 65.0           | 196        | 158           | 38            | 8710                     |                      | 50         | 133        | 100        |
| 2020                                                                            | 1 838 540            | 2 828 527 | 65.0           | 195        | 164           | 31            | 9428                     |                      | 37         | 202        | 106        |
| Fuente: Catholic-Hierarchy, que a su vez toma los datos del Anuario Pontificio. |                      |           |                |            |               |               |                          |                      |            |            |            |

## Episcopologio
Debido a la persecución religiosa en el estado, el obispo Antonio Hernández Rodríguez fue expulsado del estado en 1914 y desde esa fecha no hubo obispo en Tabasco hasta 1923 con la llegada del obispo Pascual Díaz Barreto, quien solo permaneció un año al ser expulsado por Garrido. Tabasco permaneció sin obispo hasta 1938.
- Agustín de Jesús Torres y Hernández, C.M. † (19 de noviembre de 1881-30 de julio de 1885 nombrado obispo de Tulancingo)
- Perfecto Amézquita y Gutiérrez, C.M. † (7 de junio de 1886-3 de diciembre de 1896 nombrado obispo de Tlaxcala)
- Francisco María Campos y Ángeles † (7 de marzo de 1897-2 de octubre de 1907 nombrado obispo de Chilapa)
- Leonardo Castellanos y Castellanos † (22 de marzo de 1908-19 de mayo de 1912 falleció)
- Antonio Hernández y Rodríguez † (2 de diciembre de 1912-23 de septiembre de 1922 renunció[nota 1])
- Pascual Díaz y Barreto, S.I. † (11 de diciembre de 1922-25 de junio de 1929 nombrado arzobispo de México)
- Vicente Camacho y Moya † (14 de febrero de 1930-18 de febrero de 1943 falleció)
  - Sede vacante (1943-1945)
- José de Jesús del Valle y Navarro † (2 de junio de 1945-19 de septiembre de 1966 falleció)
- Antonio Hernández Gallegos † (24 de febrero de 1967-22 de octubre de 1973 falleció)
- Rafael García González † (30 de mayo de 1974-4 de enero de 1992 nombrado obispo de León)
- Florencio Olvera Ochoa † (19 de octubre de 1992-22 de febrero de 2002 nombrado obispo de Cuernavaca)
- Benjamín Castillo Plascencia (8 de febrero de 2003-29 de abril de 2010 nombrado obispo de Celaya)
- Gerardo de Jesús Rojas López, desde el 7 de diciembre de 2010